# Octavian Morariu
Octavian Morariu (Bucarest, 7 agosto 1961) è un dirigente sportivo, ingegnere ed ex rugbista a 15 rumeno, membro del Comitato Olimpico Internazionale e dal 2014 presidente di Rugby Europe, organo di governo del rugby a 15 in Europa.

## Biografia
Nativo di Bucarest e figlio di Viorel Morariu, noto rugbista degli anni cinquanta e sessanta, Octavian Morariu si formò sportivamente nelle giovanili del Griviţa, club della capitale rumena, nel quale entrò a 8 anni e con cui compì gran parte della sua carriera di club.
Nel 1984 esordì per la Nazionale romena a Madrid contro la Spagna in Coppa FIRA; il suo secondo e ultimo incontro internazionale per la Romania fu nel corso dello stesso torneo, a maggio 1985 a Bârlad contro la Tunisia.
Più tardi, nel 1990, perse l'occasione di disputare un test match contro la Francia perché, pur convocato, dovette defezionare a causa di un infortunio alla mano.
Nel 1986 si laureò presso l'Università Tecnica di ingegneria civile di Bucarest e prese impiego presso una multinazionale delle costruzioni; nel 1987 fu quindi a Parigi per lavoro e contemporaneamente militò nel'ASPTT, la squadra di rugby dei postelegrafonici della Capitale francese; in quello stesso anno fu anche il primo giocatore del suo Paese a essere invitato nei Barbarians; colse l'occasione del soggiorno in Francia per chiedervi asilo politico, anche se in seguito acquisì la cittadinanza per il matrimonio con Dana Patrichi, proveniente da famiglia di origine anch'essa rumena, con cui ebbe cinque figli.
Dopo la fine della carriera da giocatore ebbe anche un breve periodo d'allenatore a Parigi prima di dedicarsi a tempo pieno all'attività professionale presso la società francese d'ingegneria Freyssinet; tornato in Romania a inizio anni duemila intraprese la carriera dirigenziale sportiva in parallelo a quella aziendale, divenendo nel 2001 presidente della federazione rugbistica romena e, nel 2003, direttore dell'agenzia nazionale per lo sport con il rango di segretario di Stato.
Nel 2004 fu eletto presidente del Comitato Olimpico e Sportivo Rumeno avvicendandosi a un grosso nome dello sport nazionale e internazionale, l'ex tennista Ion Țiriac.
Durante il mandato di presidente del comitato olimpico rumeno divenne anche rappresentante del suo Paese al CIO; divenne consigliere della FIRA - AER, la confederazione rugbistica europea, della quale fu, nel luglio 2013, eletto presidente a seguito della quale, pochi mesi dopo, si dimise dall'incarico domestico perché impossibilitato a seguire entrambi gli impegni con la stessa attenzione.
Il 10 dicembre 2016 fu rieletto all'incarico della confederazione continentale, nel frattempo rinominatasi Rugby Europe.

## Palmarès
- Coppa di Romania: 3
Griviţa: 1981-82, 1983-84, 1984-85